# アティカーヤ

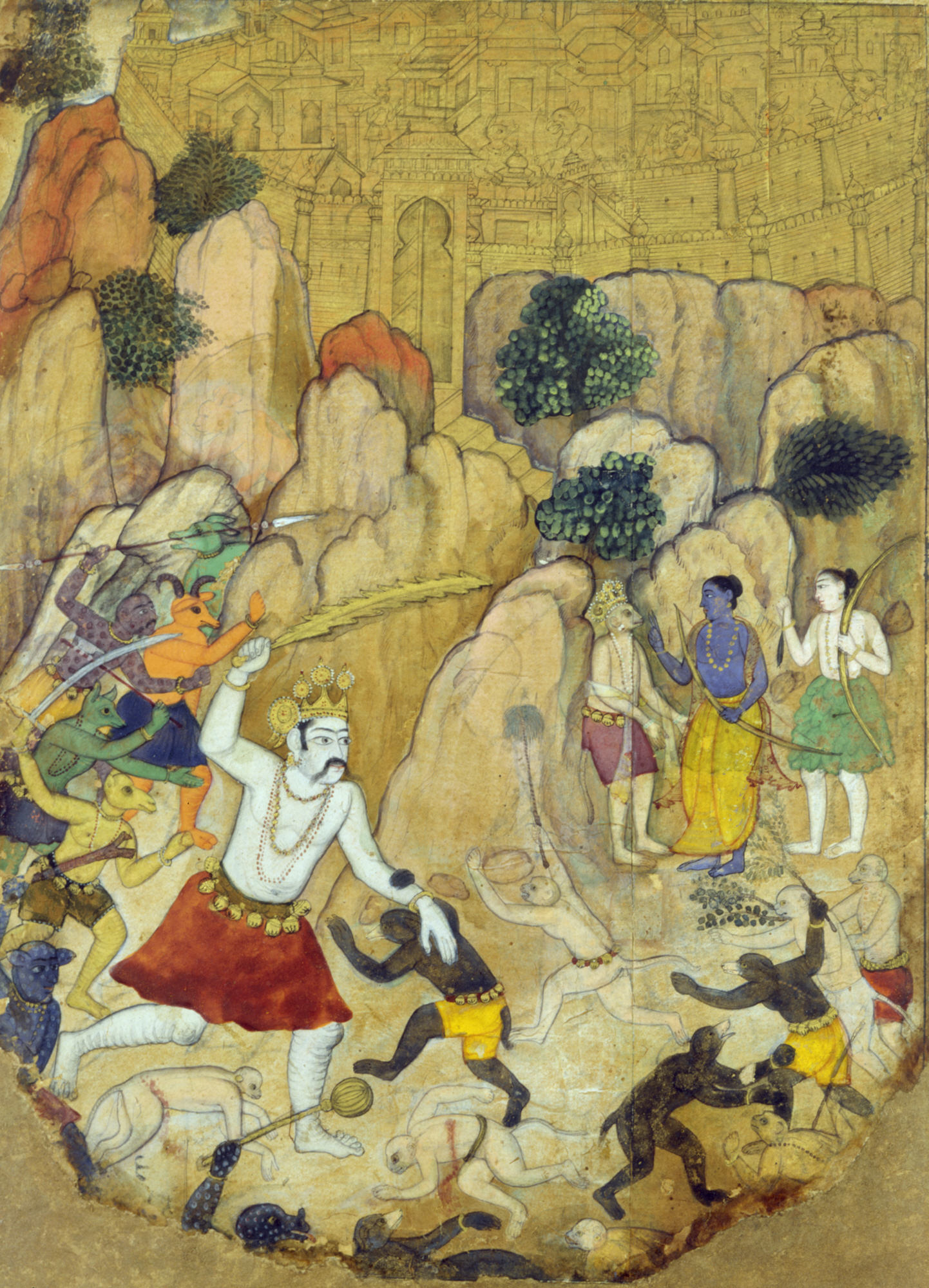
アティカーヤ。『ラーマーヤナ』の記述とは異なっている。ムガル帝国時代の1595年頃から1605年頃。

アティカーヤ（梵: अतिकाय, Atikāya）は、インド神話に登場するラークシャサである。叙事詩『ラーマーヤナ』によるとランカーの王ラーヴァナと第2の妻ダニヤマーリニーの息子で、インドラジット、アクシャ、ナラーンタカ、デーヴァーンタカ、トリシラスと兄弟。
山のような体躯と黒い肌を持つラークシャサで、宗法に通じ、政治にも明るいとされる。戦士としては象と馬の騎乗に熟達した、弓と剣の名手であり、苦行によってブラフマー神からいかなる武器の攻撃を防ぐ鎧を授かったために、神々に対してもアスラ族に対しても無類の強さを誇り、神々の王インドラのヴァジュラやヴァルナ神の縄索をも退けたとされる。しかしアヨーディヤーの王子ラーマとの戦争ではラクシュマナと戦って敗れた。

## 神話
王弟クムバカルナの戦死後、アティカーヤはナラーンタカ、デーヴァーンタカ、トリシラス、マホーダラ、マハーパールシュヴァら各将とともに出撃した。アーティカヤは頭に冠を戴き、首に花輪を巻き、弓矢をはじめとする数々の武器を携え、1000頭の馬に引かせた戦車で出撃した。しかし、他の武将たちはヴァナラの武将アンガダ、ハヌマーン、ニーラと戦って戦死した。
彼らの死を目の当たりにしたアティカーヤは激怒して、敵軍を蹴散らして名乗りを上げた。ヴァナラの兵たちは樹木や岩を投げて応戦したが、アティカーヤはものともせず、次々と矢で射倒していった。しかし逃げる者を追うことはせず、ラーマのところまで進撃し、「命を惜しむような者とは戦おうとは思わぬ。我が相手をするのは力あり戦を好む者のみである」と叫んだ。その言葉を聞いたラクシュマナは嬉しさで勇み立ち、弓弦を打ち鳴らすと、その音は天地を震動させた。アティカーヤはその音に驚いたが、ラクシュマナの姿を認めると狂ったように叫んだ。「貴様のような若輩者には戦士の道など分かるはずもない。死神に等しい我と戦おうなどとは思わず、尻尾を巻いて逃げるがいい。しかし身の程知らずに我と戦おうというのならば、シヴァ神の三叉戟トリシューラに等しい我の矢で速やかに冥府に送ってやろう」。これに対してラクシュマナはひるむことなく叫んだ。「ラークシャサよ、大言壮語が戦で役立つものか。さあ、我を相手に汝の弓を試してみよ。汝がいかなる勇猛さを示そうとも、風に散る木の実のごとく吹き飛ばしてくれる」。
アティカーヤは怒り狂い、全力で矢を射かけたが、ラクシュマナは弓で払い落とし、逆に射返してアティカーヤの額を傷つけた。しかしアティカーヤはさらに射続けて、ラクシュマナの胸を傷つけた。さらに両者が火の矢を放つと、それらは空中で燃え輝きながらぶつかり、灰となって散った。その後も両者は互角の戦いを続け、どちらが勝利するか分からなかった。
そのとき、風神ヴァーユがラクシュマナに近づき、アティカーヤはブラフマー神から授かった鎧で守りを固めており、武器で傷つけることはできないので、同じブラフマー神の矢で攻撃する以外に勝利する術はないと耳元で囁いた。そこでラクシュマナがブラフマー神の矢を放つと、アティカーヤはあらゆる武器を投じて矢を撃ち落とそうとしたが及ばず、頭を貫かれて倒れた。